# Fernando Modrego del Pino
Fernando Modrego del Pino (más conocido como Nano Modrego), exjugador de fútbol sala español, actualmente es entrenador del equipo InterSala10 Zaragoza, de la Segunda División femenina de fútbol sala.

## Biografía
Nano Modrego comenzó su experiencia profesional en el futbol sala con el Sego Zaragoza en la temporada 1997-1998. 
Sus dos últimos años fueron en el Colo Colo Zaragoza de la Segunda División de fútbol sala. Tras 25 años en la élite, el 13 de abril anuncia su retirada. Ha sido internacional absoluto con la selección española de fútbol sala y ha metido 513 goles en toda su trayectoria. En su palmarés cuenta con un liga y una copa. 
El 17 de mayo de 2023, se anuncia su fichaje como entrenador por el InterSala10 Zaragoza, de la Segunda División femenina de fútbol sala. 

## Palmarés
| Título           | Club              | País   | Año     |
| ---------------- | ----------------- | ------ | ------- |
| Primera División | Inter Fútbol Sala | España | 2013/14 |
| Copa de España   | Inter Fútbol Sala | España | 2014    |